# 第28机械化旅 (乌克兰)
第28机械化旅是乌克兰陆军下轄的一個烏克蘭機械化步兵部隊。 

## 历史
該部隊的前身成立於1942年5月。苏联解体后，該部隊成為烏克蘭武裝力量的一部分。該旅曾參加顿巴斯战争。2022年俄羅斯入侵烏克蘭發生後，該旅在烏克蘭南部作戰。2022年7月23日，該旅指揮官在尼古拉耶夫州陣亡。該部隊還於2022年烏克蘭南部反攻期間在赫尔松作戰。